# سنجاب الأرض ثلاث عشري الخطوط
سنجاب الأرض ثَلَاثَ عَشْرِيّ الخطوط (بالإنجليزية: Thirteen-lined ground squirrel)‏ هو نوع من السناجب ينتمي إلى جنس الهوقل ويتوزع على نطاق واسع في مراعي أمريكا الشمالية.